# Dino Buzzati
Dino Buzzati Traverso (Belluno, 16 de octubre de 1906 - Milán, 28 de enero de 1972) fue un novelista y escritor de relatos italiano, así como periodista del Corriere della sera.

## Biografía
Nació en medio de una familia acomodada: su padre, Giulio Cesare, era profesor de Derecho internacional en la Universidad de Pavía y su madre, Alba Mantovani, de origen veneciano, era hermana del escritor Dino Mantovani. Su nombre verdadero era Dino Buzzati Traverso, y era el segundo de cuatro hermanos. Desde muy joven manifestó las que iban a ser las aficiones de toda su vida: escribía, dibujaba, estudiaba violín y piano, además de la pasión por la montaña a la que dedicó su primera novela, Bárnabo de las montañas (Bàrnabo delle montagne) (1933).
A instancias de su familia —especialmente su padre— emprendió los estudios de Derecho, pero en 1928, antes de licenciarse, empezó a trabajar de aprendiz en el Corriere della Sera, el periódico en el que colaboró durante toda su vida.
El éxito obtenido con su primera novela, la ya citada Bárnabo de las montañas, no se repitió con la siguiente El secreto del Bosque Viejo (Il segreto del Bosco Vecchio) (1935), que fue acogida con indiferencia.
Enviado especial del Corriere a Addis Abeba en 1939 y reportero de guerra en 1940 en el crucero Río, ese mismo año publicó el libro con el que alcanzó fama internacional y que es unánimemente considerado como su obra maestra, El desierto de los tártaros (Il deserto dei Tartari): en vísperas del conflicto, imaginó la alegoría existencial del teniente Giovanni Drogo, destinado a que su existencia transcurra en una fortaleza perdida, en una época sin precisar, en la inútil espera de un enemigo que no llega (en 1976 Valerio Zurlini la adaptó y realizó una película muy sugerente).
Desde 1936 escribió numerosos relatos para el Corriere y otros periódicos, posteriormente recopilados en Los siete mensajeros y otros relatos (I sette messaggeri) (1942), Paura alla Scala (1949), Il crollo della Baliverna (1954), Sessanta racconti (1958, premio Strega), Esperimento di magia (1958), Il colombre (1966), Las noches difíciles y otros relatos (Le notti difficili) (1971).
En 1960 salió El gran retrato (Il grande ritratto), casi un experimento de novela de ciencia ficción, donde entra en escena el universo femenino, que hasta entonces había explorado muy poco. Tres años después, en Un amor (Un amore) relató la historia de Antonio Dorigo, un hombre que encuentra el amor a los cincuenta años: presenta probables rasgos autobiográficos, puesto que a los sesenta Buzzati se casó con Almerina Antoniazzi.

## Buzzati y la pintura
Queda por recordar el interés de este autor por la pintura, que se evidenció en obras nacidas de la mezcla entre texto e ilustraciones (Poema a fumetti, 1969; I miracoli di Val Morel, 1971). Las atmósferas mágicas, [surrealistas], Arte gótico de su prosa están impregnadas de un sentido de angustia (piénsese en el justamente celebrado cuento «Sette piani», donde el itinerario a lo largo de la enfermedad está impregnado de un presagio de muerte), desaliento frente a lo inevitable de un destino irónico; el placer del lector está garantizado por una escritura rápida, que cautiva, como nota periodística.

## Buzzati y la literatura
La obra literaria de Dino Buzzati remite por una parte a la influencia de Kafka por el escarnio y la expresión de la impotencia humana enfrentada al laberinto de un mundo incomprensible. Pero también remite al surrealismo, como acaece en sus cuentos en donde la connotación onírica está siempre muy presente. Aunque tal vez el más convincente de los intentos de establecer relaciones haya que buscarlo en su parentesco con las corrientes existencialistas de los años 1940–1950. O en la proximidad al espíritu de La náusea (1938) de Jean-Paul Sartre; o en la de Albert Camus con El extranjero (1942). Fue traducido al castellano por J. Rodolfo Wilcock, con quien comparte ciertas similitudes de estilo.  Por otro lado debemos volver a hacer hincapié en que El desierto de los tártaros ha gestado la total notoriedad del autor, que conoció con esta novela el éxito mundial; obra no desprovista en sus descripciones de una cierta relación con un «presente perpetuo e interminable», que vinculan este tópico con otros dos grandes clásicos: Georges Perec y Las cosas, y Thomas Mann con su Montaña mágica.
Llamativamente, Buzzati no aceptó jamás ser considerado un escritor. Se definía, más bien, como un simple periodista que escribía de tanto en tanto ficciones o nouvelles, a las cuales no atribuía gran valor. El juicio de la posteridad y el de sus contemporáneos, ha contradicho profundamente el punto de vista del propio Buzzati.

## El desierto de los tártaros
Fue la obra más conocida e importante de Buzzati. Fue escrita en 1940 y vertida con posterioridad a diversas lenguas (al francés, en 1949). Su atmósfera, para muchos críticos es definidamente kafkiana. Posteriormente, J. M. Coetzee, un escritor también muy influenciado por Kafka, retomará la idea en Esperando a los bárbaros.
En 1976 el director Valerio Zurlini estrenó una versión cinematográfica de la novela.

## Su obra incluye
- Bàrnabo de las montañas, (Bàrnabo delle montagne, 1933)
- El secreto del Bosque Viejo, 1935
- El desierto de los tártaros, (Il deserto dei tartarí, 1940)
- Los siete mensajeros y otros relatos, (I sette messaggeri, 1942)
- La famosa invasión de Sicilia por los osos, 1945
- Sesenta relatos, (Sessanta racconti, 1958)
- El gran retrato, 1960
- Un amor, 1963
- Il colombre, 1966
- Poema en viñetas, 1969

## Ediciones en español
- Historias del atardecer (traducción de Domingo Pruna de Il colombre en Reno n.º 277 en 1968, y Plaza y Janés Manantial n.º 28 en 1976).Cubierta de Historias del atardecer de Dino Buzzati en la primera edición de 1968
- Bàrnabo de las montañas. Gadir Editorial. 2007. ISBN 978-84-936033-3-5.
- El secreto del Bosque Viejo. Gadir Editorial. 2007. ISBN 978-84-933767-1-0.
- El desierto de los tártaros. Gadir Editorial. 2008. ISBN 978-84-934439-1-7.
- La famosa invasión de Sicilia por los osos. Gadir Editorial. 2007. ISBN 978-84-935382-0-0.
- Sesenta relatos. Acantilado. 2006. ISBN 978-84-96489-61-5.
- Las noches difíciles. Acantilado. 2010. ISBN 978-84-92649-27-3.
- El colombre. Acantilado. 2008. ISBN 978-84-96834-33-0.
- El gran retrato. Gadir Editorial. 2006. ISBN 978-84-934439-9-3.
- Un amor. Gadir Editorial. 2007. ISBN 978-84-933767-9-6.
- Poema en viñetas: novela gráfica. Gadir Editorial. 2006. ISBN 978-84-935237-2-5.

Cubierta de Historias del atardecer de Dino Buzzati en la primera edición de 1968

- Los siete mensajeros y otros relatos
- El Giro de Italia. Gallo Nero Ediciones. 2014. ISBN 978-84-942357-1-9